# Une belle histoire du temps
Une belle histoire du temps est un livre de vulgarisation scientifique parue en 2005 écrit par le  physicien anglais Stephen Hawking et le physicien américain Leonard Mlodinow. S'appuyant sur les dernières découvertes, c'est une réécriture et une mise à jour de son ouvrage de 1988, Une Brève Histoire du Temps. Dans ce livre de Hawking et Mlodinow présentent la mécanique quantique, la théorie des cordes, la théorie du big bang, et d'autres sujets de manière plus accessible au grand public. 